# Визовая политика Сент-Люсии
Визовая политика Сент-Люсии — требования, предъявляемые властями Сент-Люсии к иностранным гражданам для поездок на Сент-Люсию, въезда в данную страну и пребывания в ней. Посещающие Сент-Люсию обязаны иметь визу, если они не въезжают из стран, с которыми Сент-Люсия поддерживает безвизовый режим. Граждане некоторых стран могут сделать визу по прибытии.
Пассажиры круизных лайнеров, посещающие Сент-Люсию на один день, визу делать не обязаны.
28 мая 2015 года Сент-Люсия подписала соглашение о взаимном безвизовом режиме со странами ЕС, которое немедленно вступило в силу на временной основе и было ратифицировано 15 декабря 2015 года. Данное соглашение позволило гражданам стран Шенгенской зоны находиться в Сент-Люсии без визы на максимальный 90-дневный период в течение любого 180-дневного периода.
Граждане стран Организации Восточно-карибских государств или Франции могут въезжать в Сент-Люсию с национальным удостоверением личности вместо паспорта.

## Карта визовой политики

Сент-Люсия
Свобода передвижения
Безвизовый режим
Виза по прибытии
Виза требуется

## Безвизовый режим
Гражданам следующих стран и территорий не требуется виза для посещения Сент-Люсии:
| - Антигуа и Барбуда - Доминика - Гренада - Сент-Китс и Невис - Сент-Винсент и Гренадины |

| - Багамы - Барбадос - Белиз - Гайана - Ямайка - Суринам - Тринидад и Тобаго |

| - Все страны ЕС (Кроме Ирландии) - Исландия - Лихтенштейн - Норвегия - Швейцария |

| - ОАЭ |

| - Андорра - Ангилья - Аргентина - Аруба - Австралия - Бермуды - Бонайре - Босния и Герцеговина - Ботсвана - Бразилия - Бруней - Канада - Каймановы острова - Чили - Китай - Коста-Рика - Куба - Кюрасао - Эсватини - Фиджи - Грузия | - Гибралтар - Гернси - Гонконг - Ирландия - Остров Мэн - Израиль - Япония - Джерси - Кирибати - Южная Корея - Кувейт - Лесото - Малави - Мальдивы - Маршалловы Острова - Маврикий - Мексика - Микронезия - Монако - Черногория - Монтсеррат - Намибия | - Науру - Новая Зеландия - Панама - Россия - Саба - Самоа - Сан-Марино - Сейшельские острова - Синт-Эстатиус - Соломоновы острова - ЮАР - Тайвань - Танзания - Тонга - Турция - Теркс и Кайкос - Тувалу - Великобритания - США - Уругвай - Вануату - Замбия |  |

| - Сингапур |

Национальное удостоверение личности стран Организации Восточно-карибских государств и Франции принимается вместо паспорта.

## Виза по прибытии
Граждане следующих 50 стран и территорий могут получить визу по прибытии сроком действия на 6 недель:
| - Американское Самоа - Бенин - Бутан - Боливия - Буркина-Фасо - Бурунди - Камбоджа - Камерун - Кабо-Верде - Коморы - Кот-д’Ивуар - Джибути - Эквадор - Сальвадор - Экваториальная Гвинея - Эфиопия - Габон | - Гамбия - Гана - Гватемала - Гвинея - Гвинея-Бисау - Гондурас - Индия - Кения - Киргизия - Макао - Мадагаскар - Малайзия - Мали - Мавритания - Монголия - Мозамбик - Никарагуа | - Палау - Палестина - Папуа-Новая Гвинея - Парагвай - Перу - Филиппины - Сан-Томе и Принсипи - Сенегал - Сьерра-Леоне - Судан - Таиланд - Восточный Тимор - Того - Уганда - Вьетнам - Зимбабве |  |